# Eric Hoffer
Eric Hoffer (25 de julio de 1898-21 de mayo de 1983) fue un escritor y filósofo estadounidense. Escribió diez libros y obtuvo la Medalla Presidencia de la Libertad en febrero de 1983 de Ronald Reagan. Su primer libro El verdadero creyente, fue publicado en 1951, fue ampliamente reconocido como un clásico. Este libro, que él consideraba como el mejor, estableció su reputación, y permaneció como un escritor exitoso durante la mayor parte de su vida.

## Comentarios sobre los movimientos de masas
Hoffer fue uno de los primeros en reconocer la importancia central de la autoestima para el bienestar psicológico. Mientras muchos escritores recientes se enfocan en los beneficios de una autoestima elevada, Hoffer se concentraba en las consecuencias de tener una baja autoestima. Preocupado por el surgimiento de los gobiernos totalitarios, especialmente los de Adolf Hitler y Iósif Stalin, intentó hallar sus raíces en la psicología humana. Descubrió que el fanatismo y la hipocresía están enraizadas en la duda, el odio hacia sí mismo y la inseguridad. Según lo describe en The True Believer, una obsesión con el exterior o con la vida privada de otras personas es sencillamente un intento cobarde del individuo por compensar su sentimiento de vacío existencial.
Los movimientos de masas analizados en The True Believer incluyen a los movimientos religiosos (con extensas discusiones sobre el Islam y el Cristianismo), así como los movimientos políticos. También incluyen a los aparentemente benignos movimientos de masas que no son ni políticos ni religiosos. Un principio clave en el libro es el agudo razonamiento de que los movimientos de masas son intercambiables: Hoffer notó que algunos nazis fanáticos luego se tornaron fanáticos comunistas; que algunos comunistas fanáticos luego se convertían en fanáticos anticomunistas; o que Saulo, perseguidor de los cristianos, se convirtió en Pablo, cristiano convencido. Para el verdadero creyente la sustancia del movimiento de masas no es tan importante como el hecho de que él o ella es parte de ese movimiento. Hoffer incluso sugiere que es posible detener el auge de un movimiento de masas indeseable al sustituirlo por un movimiento de masas benigno, el cual le daría a aquellos predispuestos a unirse a un movimiento un desfogue para sus inseguridades.
Su visión era original, vigilando un nuevo terreno abiertamente ignorado por las tendencias académicas dominantes en la época. Particularmente, no era en absoluto freudiana, en un tiempo cuando casi toda la psicología estadounidense estaba confinada en el paradigma freudiano. Al evitar las corrientes académicas principales, logró evitar los limitantes que trae consigo el pensamiento establecido. Hoffer apareció en la Televisión Pública estadounidense en 1964, y luego en dos conversaciones de una hora con el periodista de la CBS Eric Sevareid.

## Obras
- The True Believer|The True Believer: Thoughts On The Nature Of Mass Movements (1951) ISBN 0-06-050591-5
- The Passionate State Of Mind, and Other Aphorisms (1955) ISBN 1-933435-09-7
- The Ordeal Of Change (1963) ISBN 1-933435-10-0
- The Temper Of Our Time (1967)
- First Things, Last Things (1971)
- Reflections on the Human Condition (1973) ISBN 1-933435-14-3
- In Our Time (1976)
- Before the Sabbath (1979)
- Between the devil and the dragon : the best essays and aphorisms of Eric Hoffer (1982) ISBN 0-06-014984-1
- Truth Imagined (1983) ISBN 1-933435-01-1